# Asterios Jakumis
Asterios Jakumis (gr. Αστέριος Γιακουμής; ur. 3 maja 1988 roku w Kiminie) – grecki piłkarz, grający na pozycji bramkarza.

## Kariera piłkarska

### Kariera klubowa
Rozpoczął karierę piłkarską w klubie juniorów Agrotikos Asteras. 1 lipca 2006 roku podpisał kontrakt z seniorskim zespołem tej drużyny, która występowała wówczas w II lidze. W sezonie 2006/2007 z drużyną uplasował się na 9. pozycji. W następnym sezonie jego zespół zajął 8. lokatę. W sezonie 2008/2009 zakończył z ekipą rozgrywki na 7. miejscu. W kolejnym sezonie uplasował się z drużyną na 10. pozycji. PO zakończeniu rozgrywek, 30 sierpnia 2010 roku, przeszedł za kwotę 120 tysięcy € do klubu PAOK FC, który wówczas występował w Superleague. W sezonie 2010/2011 jego drużyna uplasowała się na 4. pozycji, dzięki czemu zakwalifikowała się do baraży o eliminacje do Ligi Mistrzów. W dodatkowych meczach jego drużyna zajęła jednak drugie miejsce. Na pocieszenie temu klubowi pozostał udział w rozgrywkach Ligi Europy. 31 sierpnia 2011 roku zawodnik został wypożyczony do swojego byłego klubu – Agrotikos Asteras. Z wypożyczenia powrócił 30 czerwca 2012 roku.
W sezonie 2012/2013 jego drużyna zajęła 2. miejsce i ponownie mogła wziąć udział w barażach o eliminacje do Ligi Mistrzów. Tym razem PAOK wygrał te baraże i wystąpił w III rundzie kwalifikacyjnej Ligi Mistrzów. W kolejnym sezonie jego ekipa znów zajęła 2. pozycję i ponownie skoczyła walkę o miejsce do eliminacji w Lidze Mistrzów. Tym razem jego zespół zajął drugie miejsce w barażach, ustępując Panathinaikosowi AO. Na pocieszenie klub z Salonik wystąpił w Lidze Europy.
Z klubem PAOK FC wiąże go umowa do 30 czerwca 2015 roku.

### Kariera reprezentacyjna
Asterios Jakumis wystąpił dotychczas w młodzieżowej reprezentacjach Grecji U21, w której barwach rozegrał4 spotkania. Debiut w niej zaliczył 3 marca 2010 roku w Doncaster w meczu przeciwko Anglii U21. Grecja wygrała to spotkanie 1–2, a sam zawodnik rozegrał pełne 90 minut.